# معهد كاليفورنيا للفنون

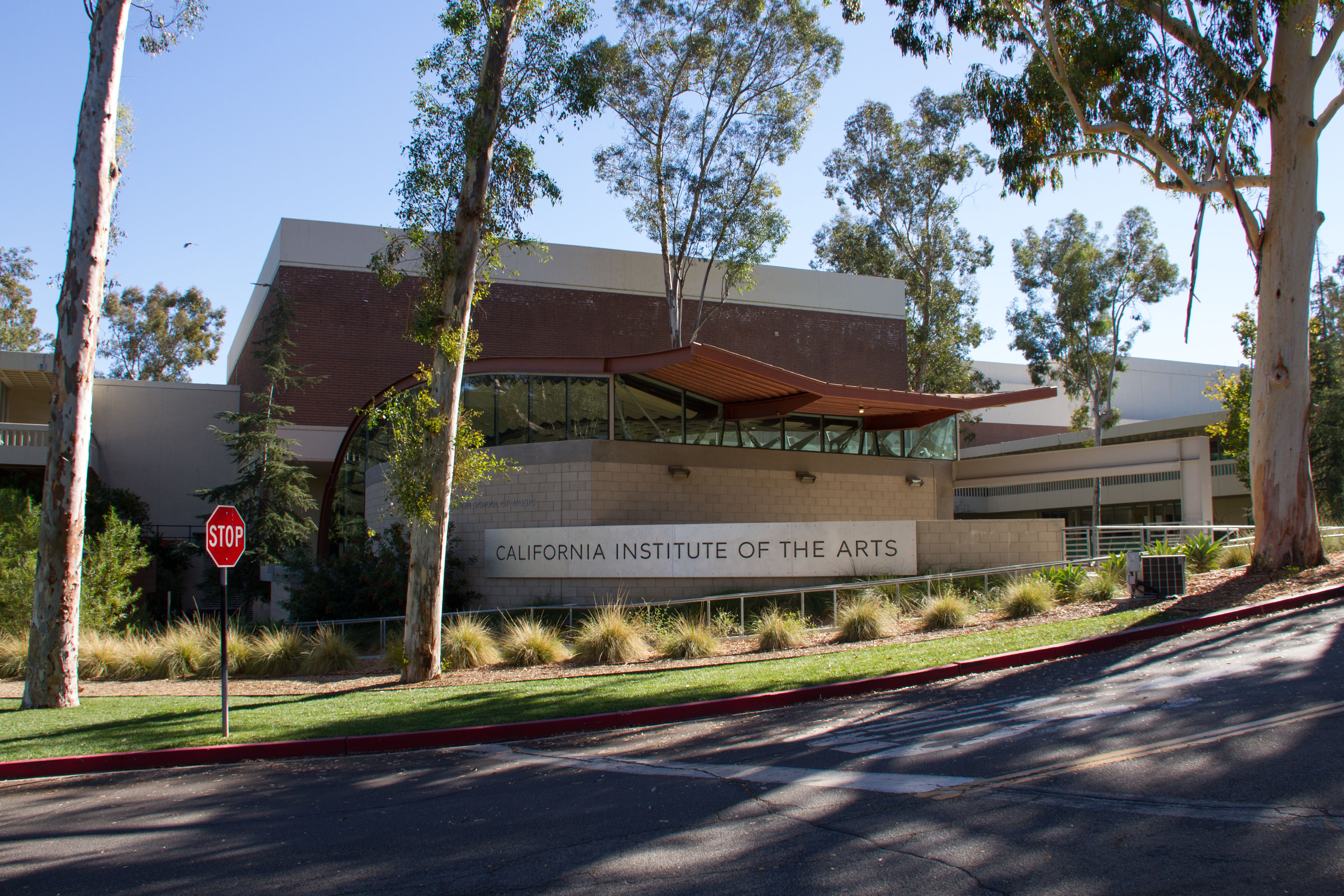
مبنى معهد كاليفورنيا للفنون

معهد كاليفورنيا للآداب والفنون أو معهد كاليفورنيا للفنون (بالإنجليزية: California Institute of the Arts)‏، هي جامعة خاصة تقع في مدينة فالينسيا بولاية كاليفورنيا في شمال لوس أنجلوس، وتضم حوالي 1,500 طالباً وطالبة (إحصاء 2015). تأسست باعتبارها مؤسسة تعليمية تمنح درجة الأولى من التعليم العالي في الولايات المتحدة، عُرفت بإخراجها العديد من مٌخرجي أفلام ديزني وبيكسار وغيرها.
تأسس المعهد في العام 1961 على يد والت وروي ديزني، عن طريق الاندماج بين مدرستين: مدرسة لوس أنجلوس الموسيقية، ومعهد شوينار للفنون. المعهد يُقدم الدرجات الجامعية والتخصصات المختلفة في مجال الفنون المسرحية والمرئية عن طريق 6 كليات تابعة له هي: الفنون، والدراسات النقدية، والرقص، والأفلام والفيديو، والموسيقي، والمسرح، وتقع جميع هذه الكليات في مبنى واحد مؤلف من خمس طوابق.

## وصلات خارجية
الموقع الرسمي للمعهد (بالإنجليزية)